# Bygland
Bygland település Norvégia déli Sørlandet földrajzi régiójában, Aust-Agder megyében. Bygland község székhelye.

## Neve
Nevét arról a régi birtokról (óészakiul Byggland) kapta, ahol első temploma épült. Az összetett szó előtagja, bygg jelentése „árpa”, a land utótag jelentése „föld”. 